# Europawahl in Luxemburg 2024
- LSAP: 1
- Gréng: 1
- DP: 1
- CSV: 2
- ADR: 1

- S&D: 1
- G/EFA: 1
- RE: 1
- EVP: 2
- EKR: 1

Die Europawahl in Luxemburg 2024 fand am 9. Juni als Teil der EU-weiten Europawahl 2024 statt. Sie war die zehnte Wahl zum Europäischen Parlament. In Luxemburg wurden 6 der 720 Abgeordneten des Europaparlaments gewählt.

## Ausgangslage

### Scheidendes Parlament
| Fraktion                       | Fraktion                                               | Mandate | Partei      | Partei                                      | Mandate |
| ------------------------------ | ------------------------------------------------------ | ------- | ----------- | ------------------------------------------- | ------- |
|                                | Fraktion der Europäischen Volkspartei                  | 2 / 6   |             | Chrëschtlech-Sozial Vollekspartei           | 2 / 6   |
|                                | Renew Europe                                           | 2 / 6   |             | Demokratesch Partei                         | 1 / 6   |
|                                | Renew Europe                                           | 2 / 6   | Unabhängige | 1 / 6                                       |         |
|                                | Fraktion der Progressiven Allianz der Sozialdemokraten | 1 / 6   |             | Lëtzebuerger Sozialistesch Aarbechterpartei | 1 / 6   |
|                                | Die Grünen/Europäische Freie Allianz                   | 1 / 6   |             | Déi Gréng                                   | 1 / 6   |
|                                |                                                        |         |             |                                             |         |
| Quelle: Europäisches Parlament |                                                        |         |             |                                             |         |

### Listen und Parteien

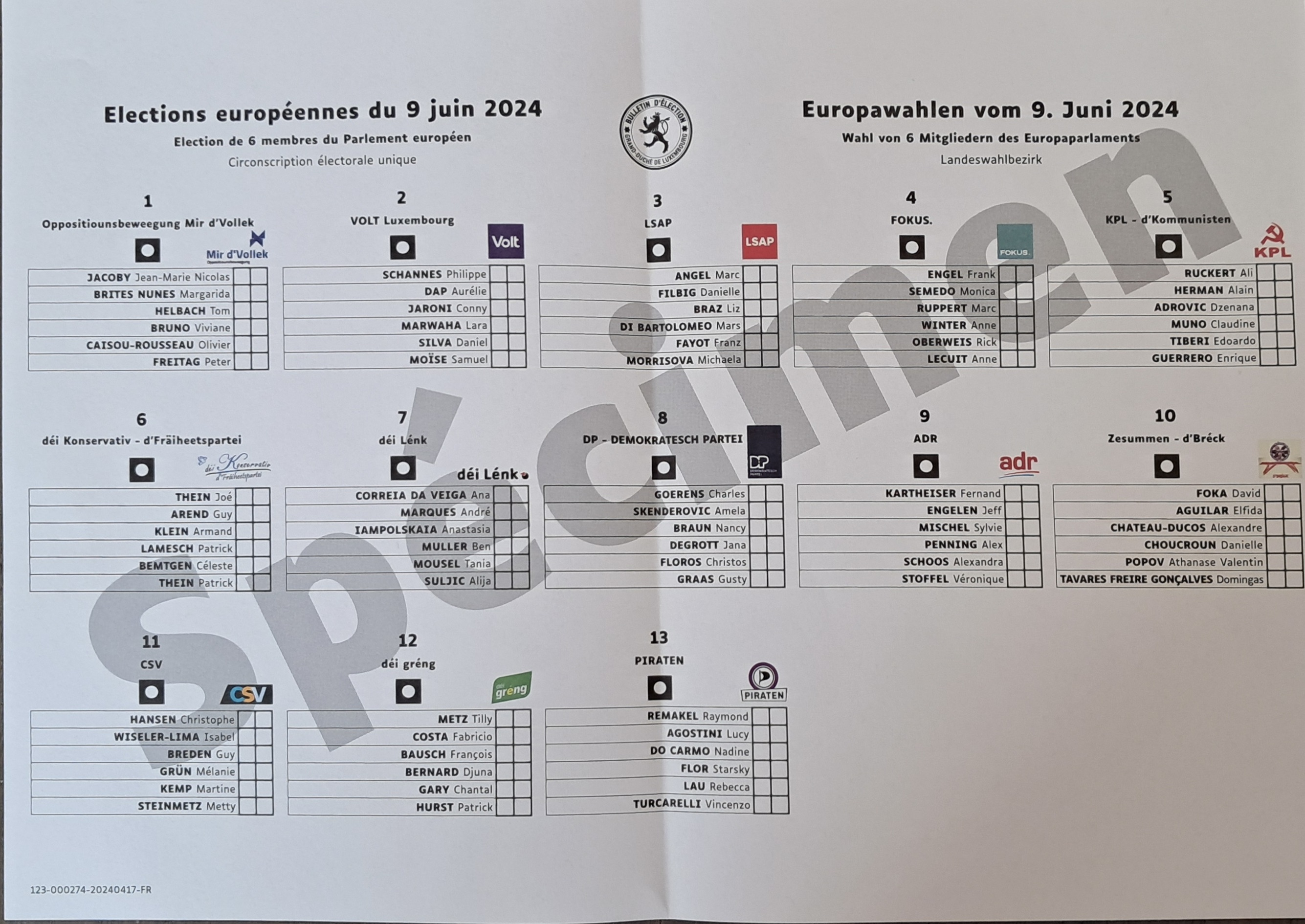
Wahlzettel mit allen zur Wahl stehenden Kandidaten und Listen.

| N. | Liste | Liste                                       | Europapartei | Erstplatzierter in der Liste |
| -- | ----- | ------------------------------------------- | ------------ | ---------------------------- |
| 1  |       | Oppositiounsbeweegung Mir d’Vollek          | –            | Jean-Marie Nicolas Jacoby    |
| 2  |       | Volt Luxemburg                              | Volt         | Aurélie Dap                  |
| 3  |       | Lëtzebuerger Sozialistesch Aarbechterpartei | SPE          | Marc Angel                   |
| 4  |       | Fokus                                       | –            | Frank Engel                  |
| 5  |       | Kommunistesch Partei Lëtzebuerg             | –            | –                            |
| 6  |       | Déi Konservativ – d'Fräiheetspartei         | –            | Joe Thein                    |
| 7  |       | Déi Lénk                                    | EL           | –                            |
| 8  |       | Demokratesch Partei                         | ALDE         | Charles Goerens              |
| 9  |       | Alternativ Demokratesch Reformpartei        | EKR          | Fernand Kartheiser           |
| 10 |       | Zesummen – d’Breck                          | –            | David Foka                   |
| 11 |       | Chrëschtlech-Sozial Vollekspartei           | EVP          | Isabel Wiseler-Santos Lima   |
| 12 |       | Déi Gréng                                   | EGP          | Tilly Metz                   |
| 13 |       | Piratepartei Lëtzebuerg                     | PPEU         | Raymond Remakel              |

## Ergebnis

### Nach Parteien
| Listen                                         | Listen                                      | Stimmen   | %    | Mandate |
| ---------------------------------------------- | ------------------------------------------- | --------- | ---- | ------- |
|                                                | Chrëschtlech-Sozial Vollekspartei           | 317.334   | 22,9 | 2       |
|                                                | Lëtzebuerger Sozialistesch Aarbechterpartei | 300.879   | 21,7 | 1       |
|                                                | Demokratesch Partei                         | 253.344   | 18,3 | 1       |
|                                                | Déi Gréng                                   | 162.955   | 11,8 | 1       |
|                                                | Alternativ Demokratesch Reformpartei        | 162.849   | 11,8 | 1       |
|                                                | Piratepartei Lëtzebuerg                     | 68.085    | 4,9  | –       |
|                                                | Déi Lénk                                    | 43.701    | 3,2  | –       |
|                                                | Fokus                                       | 22.222    | 1,6  | –       |
|                                                | Volt Luxemburg                              | 14.348    | 1,0  | –       |
|                                                | Kommunistesch Partei Lëtzebuerg             | 13.368    | 1,0  | –       |
|                                                | Oppositiounsbeweegung Mir d’Vollek          | 11.838    | 0,9  | –       |
|                                                | Déi Konservativ – d'Fräiheetspartei         | 8.044     | 0,6  | –       |
|                                                | Zesummen – d’Breck                          | 6.172     | 0,4  | –       |
| Gesamt                                         | Gesamt                                      | 1.385.139 | 100  | 6       |
|                                                |                                             |           |      |         |
| Gültige Stimmzettel                            | Gültige Stimmzettel                         | 238.771   | –    |         |
| Ungültige Stimmzettel                          | Ungültige Stimmzettel                       | 24.058    | 9,2  |         |
| Wähler                                         | Wähler                                      | 262.829   | 82,3 |         |
| Wahlberechtigte                                | Wahlberechtigte                             | 319.410   |      |         |
|                                                |                                             |           |      |         |
| Quelle: Regierung des Großherzogtums Luxemburg |                                             |           |      |         |